# Cheneh Sar
Cheneh Sar (persiska: چنه سر) är en ort i Iran.   Den ligger i provinsen Gilan, i den nordvästra delen av landet, 260 km nordväst om huvudstaden Teheran. Antalet invånare är 214.
Terrängen runt Cheneh Sar är platt. Runt Cheneh Sar är det ganska tätbefolkat, med 120 invånare per kvadratkilometer. Närmaste större samhälle är Fūman, 9,9 km söder om Cheneh Sar. Trakten runt Cheneh Sar består till största delen av jordbruksmark.